# Henri Badoux (Forstwissenschaftler)

Henri Badoux (ca. 1910)

Henri Badoux (* 22. Mai 1871 in Cremin; † 1. August 1951 in Zürich; heimatberechtigt in Cremin) war ein Schweizer Forstwissenschaftler und Hochschullehrer.

## Leben
Henri Badoux war der Sohn des Bezirksrichters Ulysse und der Lydie (geborene B.). Er absolvierte ein Studium in Zürich und München und erhielt 1891 das Diplom als Forstwirt des Eidgenössischen Polytechnikums Zürich. 1899 heiratete er Angèle Jaccard. Zwischen 1898 und 1915 war Badoux als Kreisforstinspektor in Montreux tätig. Anschliessend war er von 1915 bis 1941 Professor für Forstwissenschaften an der ETH Zürich. In dieser Tätigkeit referierte er unter anderem über die Themen der Forstpolitik und den Forstschutz. Zwischen 1915 und 1933 war Badoux gleichzeitig tätig als Direktor der Eidgenössischen Anstalt für das forstliche Versuchswesen in Zürich. Von 1915 bis 1945 war er Redaktor des Journal forestier suisse (Schweizerische Zeitschrift für Forstwesen). Er war Ehrenmitglied des Schweizerischen Forstvereins sowie der Société vaudoise de sylviculture.

## Werke
- Les beaux arbres du Canton de Vaud. Säuberlin & Pfeiffer, Vevey 1912.